# 阿列克谢·尼古拉耶维奇·士贝耶
阿列克谢·尼古拉耶维奇·士贝耶（俄语：Алексей Николаевич Шпейер，1854年5月2日—1916年3月19日），是俄国的外交官，曾担任驻朝鲜参赞、驻日本参赞、驻巴西公使、驻波斯公使。